# Łąki (wieś w województwie dolnośląskim)
Łąki (niem. Lunke) – wieś w Polsce położona w województwie dolnośląskim, w powiecie milickim, w gminie Milicz.

## Położenie
Przez miejscowość przebiega droga wojewódzka nr 439.

## Podział administracyjny
W latach 1975–1998 miejscowość administracyjnie należała do województwa wrocławskiego.